# معركة لاندسهوت
```
وقعت 
معركة لاندسهوت
 في 21 أبريل 1809 بين 
الفرنسيين
 ، 
والفورتمبيرغ
 (الفيلق الثامن)، 
والبافاريين
 (الفيلق السابع) بقيادة 
نابليون
 الذي بلغ عددهم حوالي 77,000 رجل، و36,000 
نمساوي
 بقيادة الجنرال يوهان فون هيلر. على الرغم من تفوق النمساويين عدديًا، إلا أنهم قاتلوا بشراسة حتى وصول 
نابليون
، حيث تحولت المعركة بعد ذلك إلى انتصار فرنسي واضح.
```

## مقدمة
في الواقع، وقعت معركتان في لاندسهوت. وقعت الأولى في 16 أبريل عندما دفع هيلر فرقة بافارية مدافعة خارج المدينة. بعد خمسة أيام، وبعد انتصار الفرنسيين في أبينسبيرغ، انسحب الجناح الأيسر للجيش النمساوي (36,000 رجل) إلى لاندسهوت (وكانت هذه القوة بقيادة هيلر مرة أخرى). اعتقد نابليون أن هذا هو الجيش النمساوي الرئيسي، وأمر لانيس بملاحقة العدو. لحقت قوات لانيس بهيلر في الحادي والعشرين من أبريل. قرر هيلر الدفاع عن لاندسهوت للسماح لقافلة أمتعته بالانسحاب. في لاندسهوت، كان نهر إيزار يمتد عبر جسرين تتوسطهما جزيرة صغيرة. وضع هيلر مواقع متقدمة لسلاح الفرسان شمال المدينة. وانتشرت قوته الرئيسية في لاندسهوت وجنوبها على أرض مرتفعة. في الصباح الباكر، أُبلغ هيلر أن قوة فرنسية (57,000 رجل) عبرت نهر إيزار باتجاه المنبع عند موسبرغ. قاد ماسيناهذه القوة.

## المعركة
أدرك هيلر أنه لن يتمكن من الاحتفاظ بموقعه لفترة طويلة، حيث كان ماسينا يحاول منعه من الهروب. في هذه المرحلة، أجبرت قوات لانيس سلاح الفرسان التابع له على التراجع، ودفع النمساويين إلى لاندسهوت. واستولى الفرنسيون الآن بسرعة على الجسر الشمالي فوق النهر، وانسحب النمساويون إلى الجزء الرئيسي من المدينة للدفاع عن الجسر الجنوبي. حاول النمساويون إشعال النار في هذا الجسر الثاني، ولكن بسبب هطول الأمطار في الأيام السابقة، لم تنجح محاولتهم إلا جزئيا. ومع ذلك، تمكن النمساويون من إغلاق البوابات في نهاية الجسر. وأصبح الفرنسيون الآن يواجهون مهمة الهجوم عبر الجسر المشتعل. أمر نابليون مساعده الجنرال جورج موتون (الذي أصبح فيما بعد كونت دي لوباو) بتولي قيادة قوات الرماة المهاجمين من الخط السابع عشر. في مواجهة النيران النمساوية الثقيلة من جميع الجهات، أمر موتون رجاله بالهجوم دون إطلاق بنادقهم. وصل الجنود إلى البوابة وحطموها، مما سمح للقوات البافارية بتعزيز الخرق بسرعة. 
واستمر القتال الآن في شوارع لاندسهوت نفسها. ومع ذلك، فقد عبر الفرنسيون جسرًا يقع مباشرة إلى الغرب من المدينة وكانوا الآن يدخلون المدينة من الجنوب. 

## نتائج
أُسر العديد من المدافعين، لكن هيلر تمكن من التراجع بأغلبية قواته نحو نيوماركت أم والرسي. سقطت لاندسهوت أخيرًا في أيدي الفرنسيين بعد الظهر بقليل. تكبدت القوات النمساوية حوالي 10,000 إصابة، بالإضافة إلى خسارة 30 مدفعًا، والأهم من ذلك، أنها فقدت العديد من الصناديق، وقطارًا عائمًا، وآلاف عربات الإمداد. أمضت القوات الفرنسية المنتصرة معظم فترة ما بعد الظهر في نهب هذه الإمدادات.
وتعرض الجزء الآخر من الجيش النمساوي للهجوم في معركة إيكمول.

## ملحوظات
1. 1 2  Bodart 1908، صفحة 398.
2. ↑  Gill 2014، صفحة 242.
3. 1 2  Gill 2014، صفحة 249.
4. ↑  Baker 2006، صفحات 546-547.
5. 1 2 3  Baker 2006، صفحة 547.